# Hapag-Lloyd

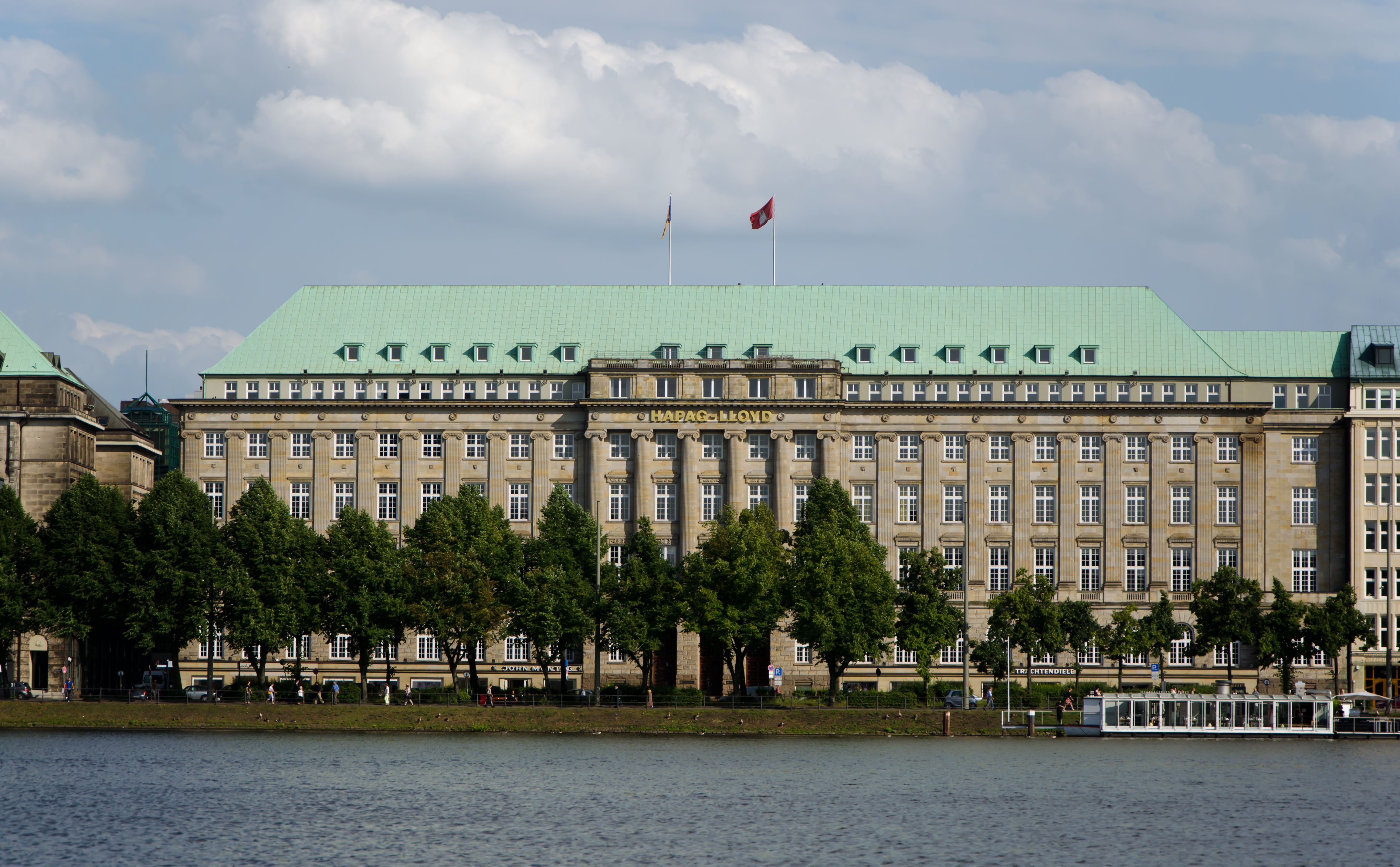
Adresa společnosti Hapag-Lloyd v Hamburku

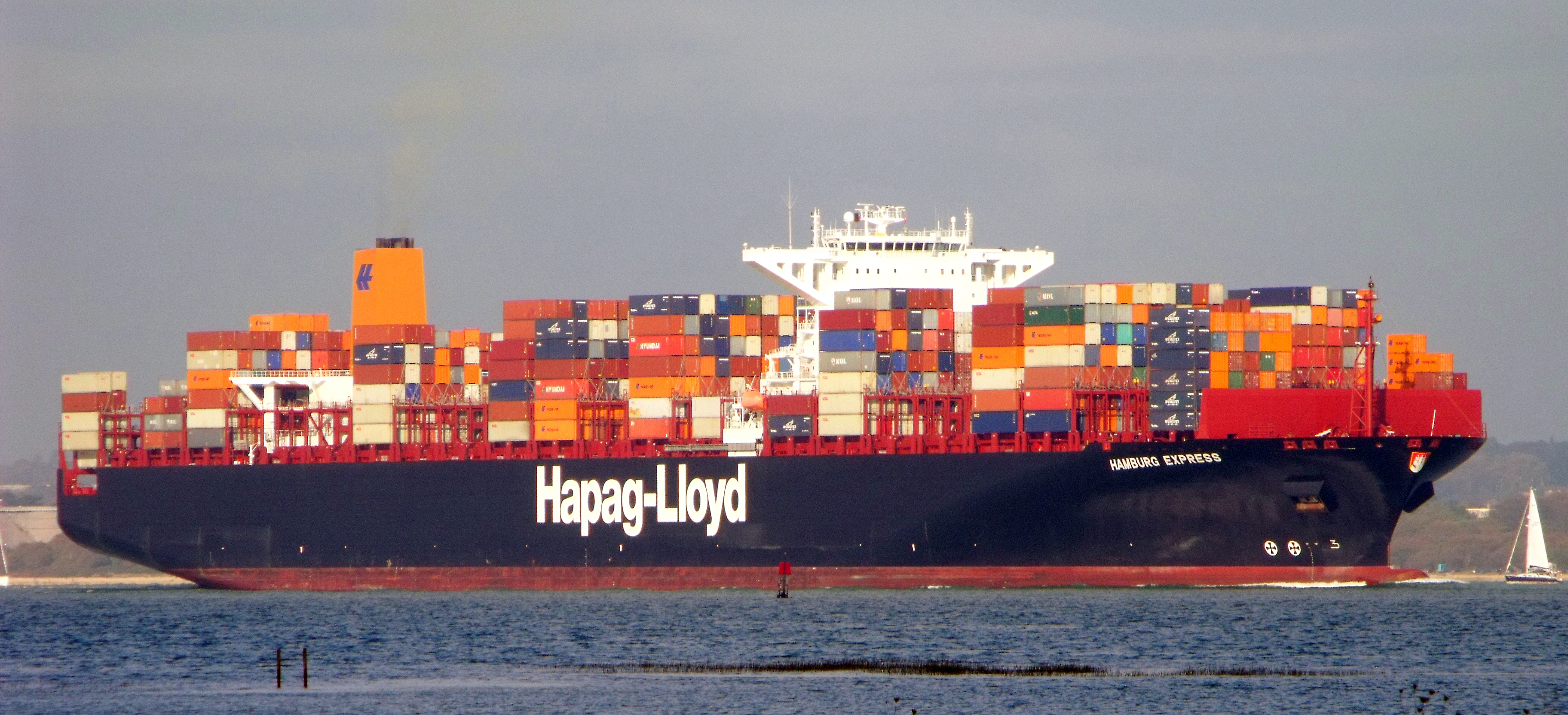
Kontejnerová loď Hamburg Express (2012)

Hapag-Lloyd je německá nadnárodní přepravní společnost. Skládá se z kontejnerové plavební linky Hapag-Lloyd AG, která vlastní jiné dceřiné společnosti jako například Hapag-Lloyd Cruises. Hapag-Lloyd AG je v současnosti pátá největší kontejnerová společnost podle přepravní kapacity. Začátkem roku 2013 byl záměr sloučit společnost s lodní společností Hamburg Süd, ale tento záměr selhal.
Společnost byla založena v roce 1970 spojením dvou německých dopravních/námořních společností, Hamburg America Line (Hapag), která byla založena v roce 1847, a Norddeutscher Lloyd (NDL) nebo North German Lloyd (NGL), která byla založena v roce 1856.

## Flotila

### Kontejnerové lodě
Koncem roku 2013 společnost Hapag-Lloyd vlastnila 151 kontejnerových lodí. Celková kapacita lodí byla 729 000 TEU. V roce 2015 vlastnila 175 kontejnerových lodí s kapacitou 946 000 TEU.
- MS München
- MV Colombo Express
- MV Savannah Express
- Hamburg Express třída:
  - Hamburg Express (1972)
  - Hamburg Express (2001)
  - Hamburg Express (2012)

### Výletní lodě
- MS Europa
- MS Hanseatic
- MS Bremen
- MS Evropa 2